# Джек Ричер, или Цена её жизни
«Джек Ричер, или Цена её жизни» (англ. Die Trying, другие названия — «Цена её жизни», «Ценой собственной жизни») — роман английского писателя Ли Чайлда, вышедший в 1998 году. Вторая книга из серии о бывшем военном полицейском Джеке Ричере.

## Сюжет
В Чикаго бывший военный полицейский Джек Ричер помогает молодой женщине с поврежденной ногой, выходящей из химчистки. Внезапно на них набрасываются трое и, угрожая оружием, заставляют сесть в машину, а затем пересаживают в фургон. По пути Ричер узнаёт, что женщину зовут Холли Джонсон и она — агент ФБР. Её разыскивают коллеги и Джек становится главным подозреваемым в похищении. Агенты обращаются за помощью к бывшему начальнику Ричера полковнику Леону Гарберу, но тот настаивает на том, что Джека подозревают зря. В расследовании принимают активное участие агенты Макграт, Милошевич и Броган.
Не воспользовавшись возможностью сбежать, Ричер спасает Холли от изнасилования одним из похитителей. Наконец, их привозят в горы, где проживает радикальная военная секта, желающая отделиться от США. Её лидер Бо Боркен намеревается использовать связи Холли с президентом, чтобы заставить ее отца — председателя объединённого комитета начальников штабов — согласиться с его требованиями. Она встречает Джексона, агента ФБР, работающего под прикрытием, который предлагает ей помочь, но она отказывается уйти без Ричера.
Узнав, что Ричер убил одного из похитителей, Бо намеревается казнить Джека. Холли убеждает Боркена помиловать Ричера, если тот докажет свою ценность в стрелковом матче. Джек выигрывает и ему сохраняют жизнь, однако заставляют похоронить тело рассекреченного Джексона. Ричер подозревает, что готовится нечто грандиозное.
ФБР выясняет, где находится пропавшая Холли. Президент, опасаясь политических последствий кровопролития, отказывается санкционировать нападение и Макграт и его люди намереваются самостоятельно провести операцию. Ночью Ричер забирается в заброшенную шахту, где находит грузовики с ракетами. Утром, вернувшись в лагерь, Ричер спасает схваченного Макграта. Они подозревают, что Броган или Милошевич по отдельности или оба работают на Боркена. Они пробираются в лагерь, чтобы спасти Холли, и убивают Брогана. Бо пытается с помощью девушки воздействовать на её отца. Из снайперской винтовки Ричер убивает Боркена. Милошевич берёт Холли в заложники, но Ричер и Макграт убивают и его.
Главной целью Боркена было устроить масштабный теракт в Сан-Франциско во время празднования Дня независимости. Агенты ФБР и Ричер находят грузовик со взрывчаткой и уничтожают его.

## Награды
- 1999 — Премия компании «WH Smith»[5]